# Thomas Parker (6e comte de Macclesfield)
Pour les articles homonymes, voir Thomas Parker et Parker.
Thomas Auguste Wolstenholme Parker, 6e comte de Macclesfield (17 mars 1811 – 24 juillet 1896) est un pair britannique. Avant d'hériter du comté, il est député à la Chambre des Communes siégeant comme conservateur pour l'Oxfordshire de 1837 à 1841.

## Biographie
Il épouse Mary Frances Grosvenor (1821-1912), fille de Richard Grosvenor (2e marquis de Westminster) et la sœur de Hugh Grosvenor (1er duc de Westminster). Il est décédé à l'âge de 85 ans. Son plus jeune fils est Cecil Thomas Parker, qui épouse Rosamond Esther Harriet Longley, fille de Charles Thomas Longley, archevêque de Canterbury,. Son petit-fils George Parker (7e comte de Macclesfield) lui succède. Son arrière-arrière-petit-fils est le brigadier Andrew Parker Bowles, premier époux de Camilla, reine consort.